# Dolmen von Magès
Der Dolmen von Magès (auch Pierre Levee de la Pannonie oder Dolmen von Pannonie genannt) liegt südlich von Rocamadour bei Souillac im Département Lot in Frankreich. Dolmen ist in Frankreich der Oberbegriff für neolithische Megalithanlagen aller Art (siehe: Französische Nomenklatur).
Der Dolmen von Magès liegt an der Straße von Pannonie nach Rocamadour an der Spitze eines Bergrückens, zwischen dem Tal der Ouysse und einer tiefen Doline. Der Cloup de Magès, eine große runde Vertiefung, liegt auf der anderen Straßenseite etwa 100 Meter entfernt. Der Dolmen mit Vorraum, der auf der Achse in der Verlängerung der Orthostaten liegt, ist von einem weitgehend erhaltenen Tumulus umgeben und wird von zwei Decksteinen (einer etwas verlagert) bedeckt.
Der Dolmen ist seit 1971 als Monument historique registriert.
In der Nähe liegen weitere Dolmen und die Grotte des Merveilles.